# فرودگاه کم لی
فرودگاه کم لی (به انگلیسی: Cam Ly Airport) (به زبان بومی: Sân bay Cam Ly) یک فرودگاه همگانی است که یک باند فرود آسفالت دارد و طول باند آن ۱۳۹۰ متر است. این فرودگاه در شهر دا لات کشور ویتنام قرار دارد و در ارتفاع ۱۵۰۵ متری از سطح دریا واقع شده‌است.